# Uzdiszentgyörgy
Uzdiszentgyörgy (románul: Sângeorgiu de Câmpie), németül Sankt Görgen, más néven Mezőszentgyörgy, Oláhszentgyörgy, Szentgyörgy; falu Romániában, Maros megyében.

## Története
Uzdiszentpéter község része. A trianoni békeszerződésig Kolozs vármegye Nagysármási járásához tartozott.

## Népessége
2002-ben 428 lakosa volt, ebből 406 román, 17 cigány és 5 magyar nemzetiségű.

## Vallások
A falu lakói közül 422-en ortodox, 3-an református hitűek, illetve 1 fő római katolikus és 1 fő pünkösdista.